# Virginie Hermans
Virginie Hermans (ca. 1982) is een voormalig Belgisch hockeyster.

## Levensloop
Hermans was actief bij Parc uit Oudergem. Na haar spelerscarrière werd ze actief als scheidsrechter. Daarnaast maakte ze deel uit van het Belgisch hockeyteam.
Van beroep is ze inspecteur bij de politie.